# Tipra
Tipra é um gênero de traça pertencente à família Arctiidae.